# كأس أوروبا الوسطى 1927
كأس أوروبا الوسطى 1927 (بالإنجليزية: 1927 Mitropa Cup)‏ هو موسم من كأس أوروبا الوسطى. أقيم بتاريخ 1927، وبمشاركة  8 فريقاً، وفاز فيه سبارتا براغ.